# Звернення до насмішок
Апеляція до насмішок (також називається апеляція до глузування, ab absurdo або кінський сміх) - це неформальна помилка, яка представляє аргумент опонента як абсурдний, смішний або жартівливий, і тому не заслуговуючий серйозного розгляду.
Звернення до насмішок часто зустрічається у формі порівняння нюансованої обставини або аргументу з смішним звичайним явищем або з якоюсь іншою невідповідністю на основі жарту, гри слів, або у тому, що опонента та його аргументи виставляють об’єктом жарту. Це риторична тактика, яка висміює аргумент або позицію опонента, намагаючись викликати емоційну реакцію (що робить це типом звернення до емоцій) у аудиторії та висвітлює будь-які контрінтуїтивні аспекти цього аргументу, що робить його дурним і таким, що суперечить здоровому глузду. Зазвичай це робиться шляхом висміювання основи аргументу, який представляє його у неприхильно і надто спрощено. Людина, яка використовує тактику, часто використовує сарказм у своїх аргументах.
Приклад звернення до насмішок:
Особа А: Колись у доісторії континенти були злиті в один суперконтинент, який ми називаємо Пангеєю.

Особа Б: Так, я точно вірю, що сотні мільйонів років тому якийсь лазер прорізав Землю і розколов гігантську сушу на багато різних частин.